# Alessandra Antonini
Pour les articles homonymes, voir Antonini.
Alessandra Antonini, née à Zurich le 23 septembre 1958 et morte le 14 novembre 2016, est une archéologue médiéviste suisse.

## Biographie
Elle étudie l'histoire de l'art, l'archéologie médiévale à l'Université de Zurich. Elle exerce le métier d'archéologue en Valais. Elle mène des fouilles en Valais, notamment sur le site de l'abbaye de Saint-Maurice d'Agaune,,, le site de Valère et la Cathédrale de Sion.
En 2000, elle entreprend des fouilles archéologique dans le château de Montorge. 

## Publications
- Le château de Montorge, Sion, Sedunum Nostrum, 2006.
- Les fontaines au pays du soleil : du puisard aux jeux d'eau, Sion, Sedunum Nostrum, 2016.